# Welcome Home (film, 2015)
Pour les articles homonymes, voir Welcome Home.
Pour plus de détails, voir Fiche technique et Distribution.
Welcome Home  est un film dramatique belge réalisé par Philippe de Pierpont, sorti en 2016.

## Synopsis
La fugue de deux adolescents... 

## Fiche technique
- Titre : Welcome Home
- Réalisation : Philippe de Pierpont
- Scénario : Philippe de Pierpont
- Musique : Pierre Kissling
- Costumes : Claudine Tychon
- Producteurs : Olivier Abrassart, Isabelle Truc
- Pays d’origine :  Belgique
- Genre : Drame
- Dates de sortie :
  -  Belgique : 13 janvier 2016

## Distribution
- Martin Nissen : Lucas
- Arthur Buyssens : Bert
- Anne Beaupain : La mère de Lucas

## Récompenses
- 2015 : 30e Festival international du film francophone de Namur : Mention Spéciale du Jury "Coup de cœur"
- 2015 : Festival du Film Européen de Virton 2015 : Prix du Jury